# Jardin du commandant
Le jardin du commandant (estonien : Komandandi aed) est un espace vert au centre de Tallinn sur le flanc de la colline de Toompea.

## Présentation
La superficie du jardin du commandant est d'environ 1,2 ha. Le jardin est situé entre les rues Komandandi tee et Lühike jalg. Le petit parc verdoyant est bordé par la Cathédrale Alexandre Nevsky, la tour Kiek in de Kök et les remparts de Tallinn, derrière lesquels se trouve le jardin du roi du Danemark.
L'espace vert a été créé dans les années 1820, à l'origine il y avait un verger dans sa partie nord-est. De 1900 au début du XXe siècle, le jardin appartenait à la congrégation de Tallinn Toompea Kaarli. Le parc tire son nom de la maison du commandant de Tallinn située au croisement des rues Komandandi tee et Toompea tänav.

## Galerie

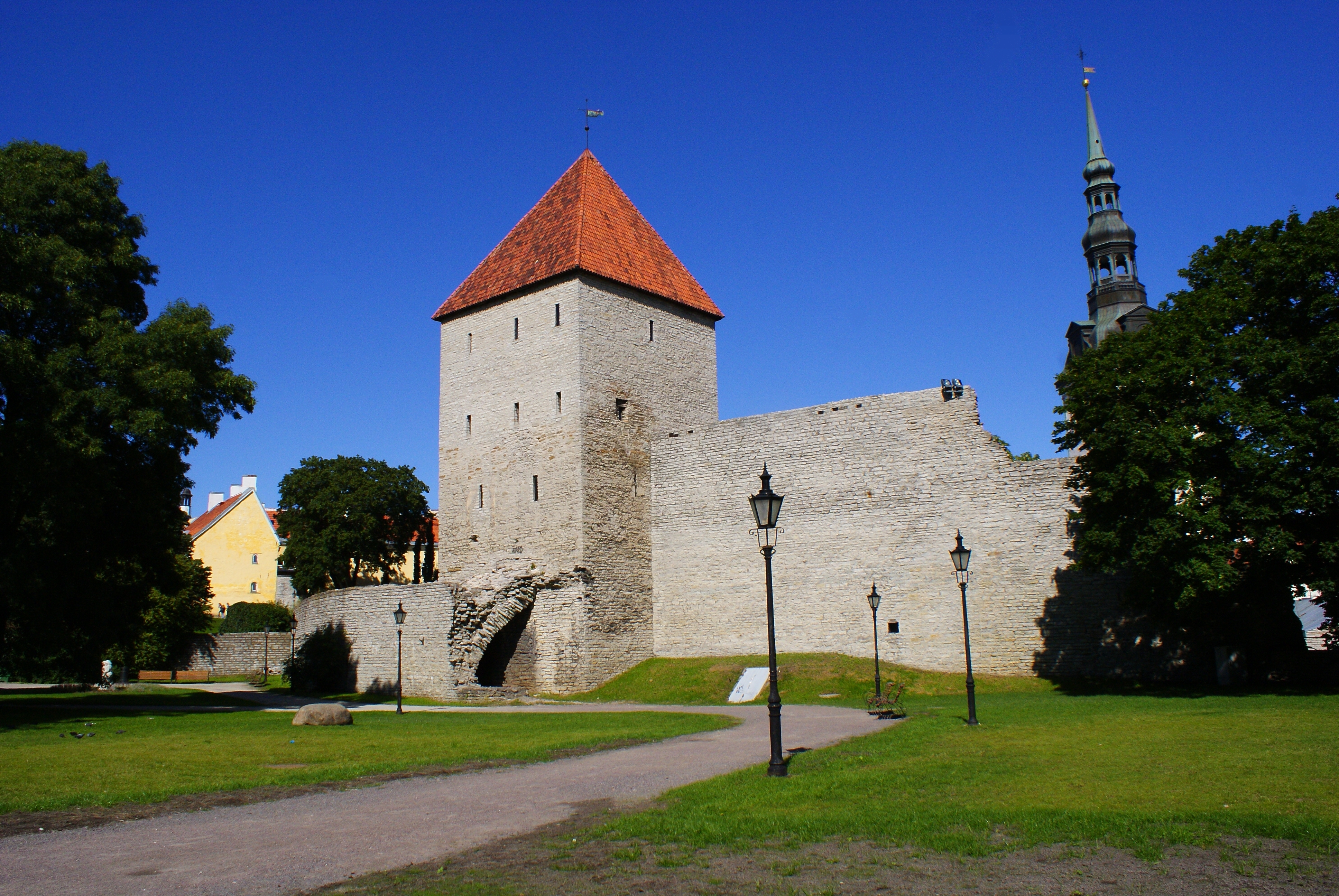
La tour de la jeune fille et le jardin du commandant.
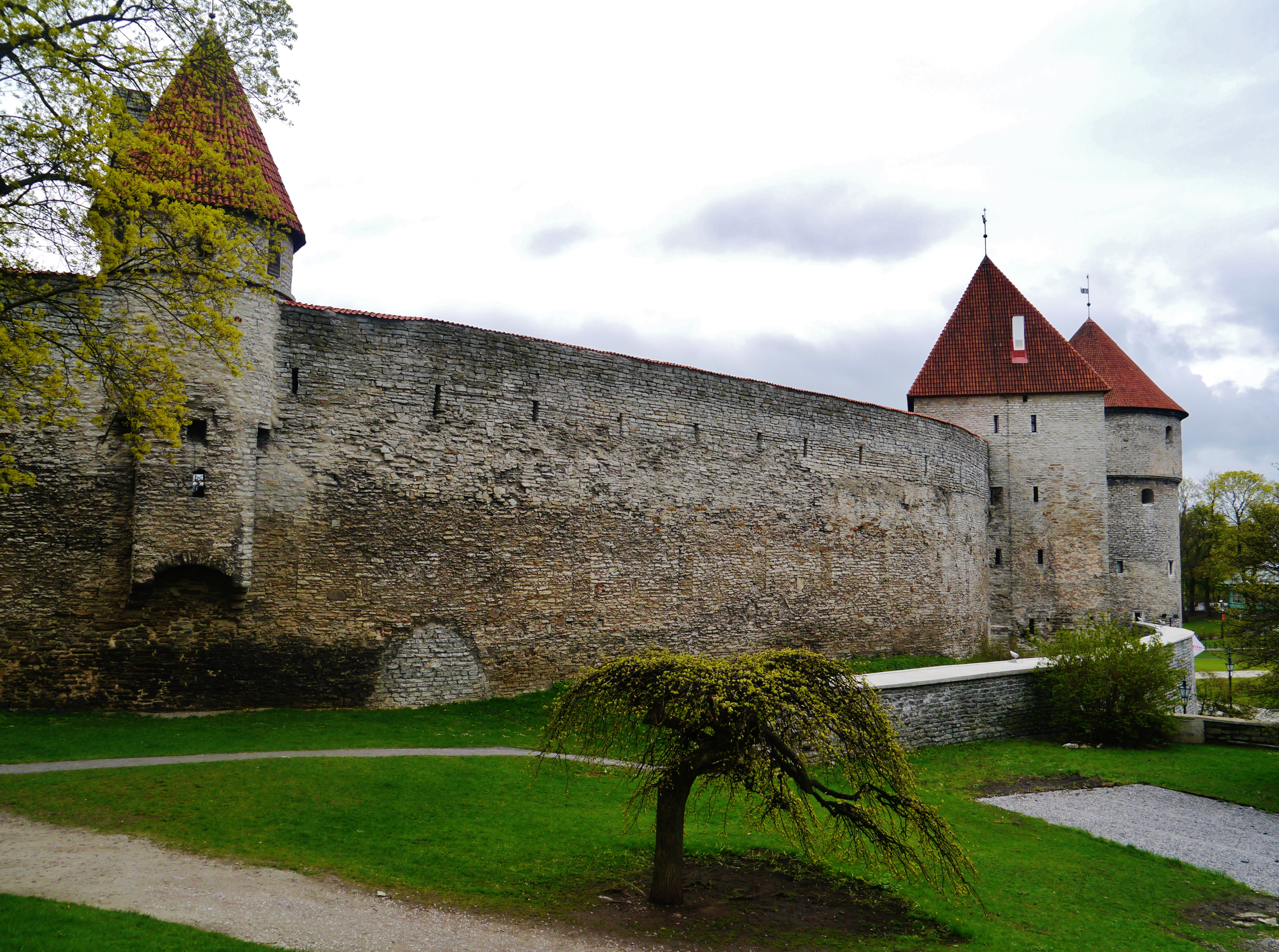
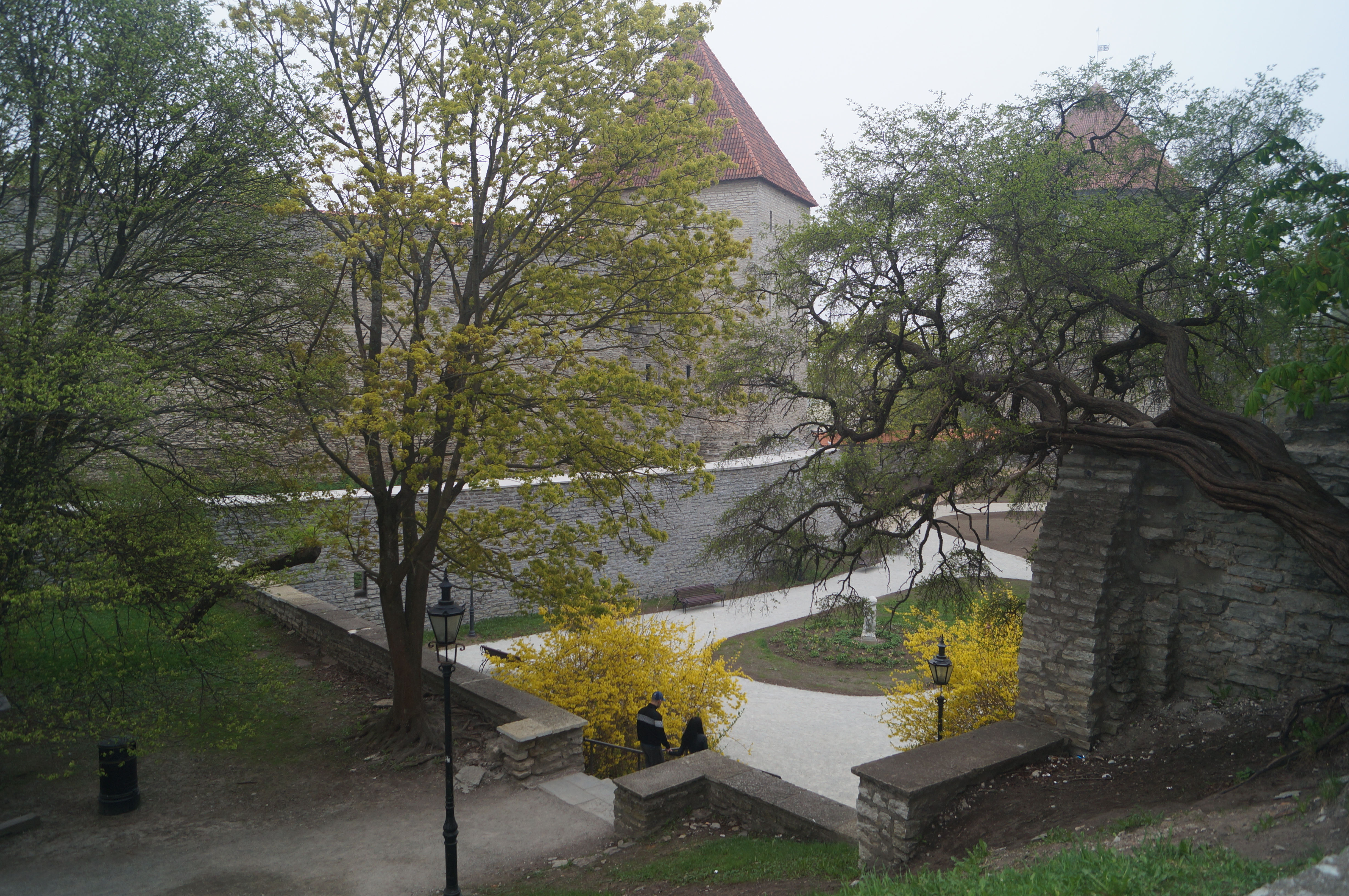
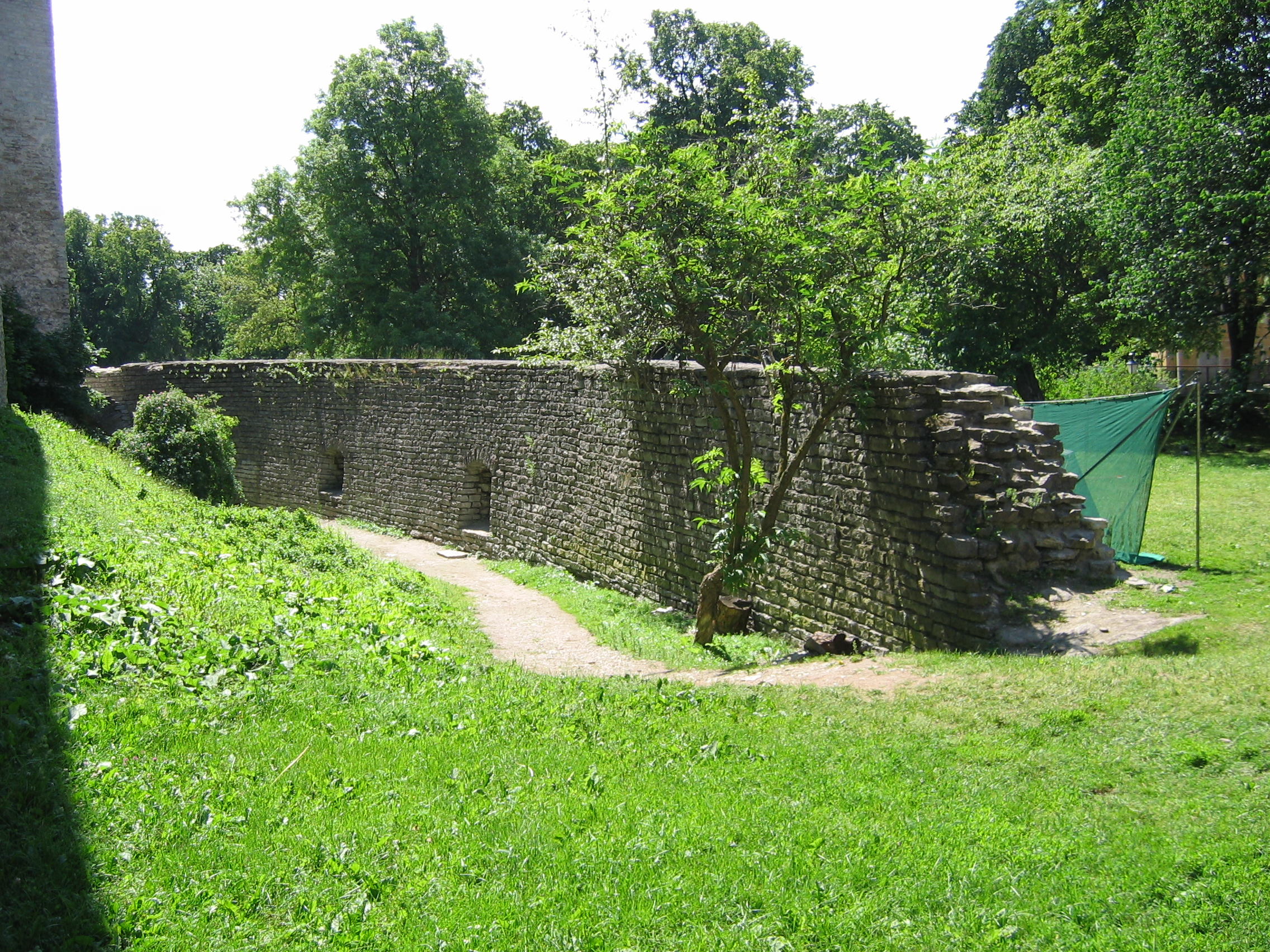